# Верінген
Верінген (нім. Wehringen) — громада в Німеччині, знаходиться в землі Баварія. Підпорядковується адміністративному округу Швабія.
Площа — 13,96 км2. Населення становить 2957 ос. (станом на 31 грудня 2020).